# Parliament Square
Parliament Square és una plaça de Londres, situada enfront de l'ala nord-oest del Palau de Westminster. Està composta per una gran esplanada d'herba al centre, amb un grup d'arbres al costat oest de la plaça.

## Localització
Alguns dels edificis que donen a la plaça són l'Abadia de Westminster i l'Església de Santa Margarida, el Middlesex Guildhall (que es va convertir en seu de la Cort Suprema del Regne Unit), i la Casa Portcullis, entre d'altres.
La plaça està plena d'estàtues de personatges famosos, entre els quals destaquen: Winston Churchill, Abraham Lincoln (davant del Middlesex Guildhall), Robert Peel, Lord Palmerston, Jan Christian Smuts i George Canning.
El 29 d'agost de 2007, una estàtua de bronze en honor de Nelson Mandela va ser erigida a la plaça. Va ser inaugurada pel Primer Ministre del Regne Unit, Gordon Brown, en presència de Wendy Woods, la vídua de Donald Woods, el difunt militant anti-apartheid, i de l'antic actor i vell amic de Woods, Lord Attenborough.